# Alejandro Rae
Alejandro Rae (Madrid, 2 de diciembre de 1979) es un actor español-canadiense, conocido por interpretar al profesor de matemáticas de Lori en Esta no es una prueba y a Dano Esteves en la película de terror estadounidense Destino final 2.

## Filmografía
Elysium (2013) .... gángster
True Justice (2011) (TV) .... Marko
Él me (2011) (TV) ama .... batería
El deshielo (2009) .... robar
La guardia (2008-2009) (TV) .... tipo
Little Girl Lost (2008) (TV) .... Jose
Boot Camp (2007) .... gato
Familia en la clandestinidad (2006) (TV) .... hackers
Kyle XY .... El Sr. Miller
Poco mal (2006) (TV) .... Franko
La Marilyn Gambrell Story (2005) (TV) .... Jose
The Long Weekend (2005) .... gato
Into the West (2005) (TV) .... prosecuter
Blade: Trinity (2004) .... goth guy wannabe
The Mountain .... Nelson
Malogrado (2004) .... potro
Jeremiah .... David
Joe Solitario (2003) .... mensajero de la bici
Corazón de América (2003) .... Paul
Destino final 2 (2003) .... Dano
Stargate SG-1 .... Alebran
American Dreams .... Carl Wilson
La vida secreta de Zoey (2002) (TV) .... chico borracho
Breaking News .... Morris
La zona muerta .... Freeberg
Bang, bang, estás muerto (2002) (TV) .... atleta # 2